# Burgstall Burghügel (Rohrersreuth)
Der Burgstall Burghügel ist eine ehemalige mittelalterliche Höhenburg auf dem Gondelberg bei Rohrersreuth, einem Gemeindeteil des Marktes Marktschorgast im Landkreis  Kulmbach in Bayern, Deutschland. Die Burgstelle der heute fast vollständig abgegangenen kleinen Burg ist heute stark gestört, der Burghügel wurde fast vollständig abgegraben. Nur Reste des früheren Grabens haben sich erhalten. Geschichtlich ist über die Burg nichts bekannt, auch archäologische Funde sind nicht bekannt. Sie wird grob als mittelalterlich datiert. Heute ist die Stelle als Bodendenkmal D-4-5935-0005 „Mittelalterlicher Burgstall“ vom Bayerischen Landesamt für Denkmalpflege erfasst.

## Geografische Lage
Der Burgstall liegt etwa 550 Meter südsüdwestlich der Ortsmitte von Rohrersreuth auf einem nordwestlichen Ausläufer des Gondelberges in 477 m ü. NHN Höhe. An diesem Ausläufer hat sich wenig südlich des Zusammenflusses zweier kleiner Quellbäche des Streitmühlbaches ein kleiner, nach Westnordwesten gerichteter, spornartiger Bergvorsprung gebildet, der zum Bau der Burg genutzt wurde. Bis auf die Ostseite ist diese Stelle von Natur aus durch den Steilabfall in die Bachtäler gut geschützt, nach Osten steigt das Vorgelände bis zum 580 m ü. NHN hohen Gipfelpunkt des Godelberges leicht an.

## Beschreibung
Die Burgstelle auf dem spornartigen Bergvorsprung wurde an ihrer Ostseite durch einen nach außen vorgewölbten Halsgraben vom Vorgelände abgeschnitten. Von diesem Graben hat sich nur noch die bis zu zwei Meter tiefe Außenböschung erhalten. An seinem Nord- sowie an seinem Südende lief er jeweils im Berghang aus. Das südliche Grabenende im Hang ist noch erhalten, das nördliche ist im Zuge des Abbaues zugeschüttet.
Der frühere rundliche Burghügel wurde etwa auf Höhe der Grabensohle fast vollständig abgegraben. Nur an der Westspitze ist vom Burghügel ein kleiner Rest erhalten geblieben. Der Hügel hatte früher einen Durchmesser von 20 Meter und war gegenüber dem Vorgelände nicht überhöht. Reste der einstigen Bebauung haben sich nicht erhalten.